# (6659) Pietsch
(6659) Pietsch est un astéroïde de la ceinture principale.

## Description
(6659) Pietsch est un astéroïde de la ceinture principale. Il fut découvert le 24 décembre 1992 à Oohira par Takeshi Urata. Il présente une orbite caractérisée par un demi-grand axe de 2,37 UA, une excentricité de 0,11 et une inclinaison de 5,2° par rapport à l'écliptique.

## Compléments